# Godske Christoffersen Lindenov
Godske Christoffersen Lindenov til Lindersvold (død 1612 i København), dansk admiral og opdagelsesrejsende.
Han var søn af Christoffer Clausen Lindenov til Lindersvold (død 1593) og Sophie Hartvigsdatter Plessen.
Efter 1602 at have været med i Frederik 2.'s søn Hans' følge, da denne rejste til Moskva for at gifte sig med zar Boris Gudunovs datter Xenia, kom han 1605 i tjeneste på flåden og deltog som skibschef i en ekspedition på skibet Røde Løve til Grønland, som udsendtes under John Cunningham. Det næste år førte han selv en lille flåde til Grønland, men uden at opnå et til forventningerne svarende udbytte. I de følgende år udsendtes han til Frankrig og på togter i Østersøen, og 1610 blev han Holmens chef. 
Da Kalmarkrigen mod Sverige udbrød i 1611, var han både dette og det følgende år virksom i Kalmar Sund. En sygdom, der hærgede flåden, angreb imidlertid også ham, og efter at han på reden ved Travemünde i efteråret 1612 havde sluttet et forlig med Lübeck, vendte han syg tilbage til København og døde her. 
Den 10. marts 1611 var han blevet gift med Karen Gyldenstjerne, datter af Henrik Gyldenstjerne til Iversnæs og Birgitte Trolle. De fik sønnen Christoffer Godskesen Lindenov, også senere admiral.
En fjord på Grønlands østkyst, Lindenovs Fjord, ligesom en vej i Ålborg, Godske Lindenovs Vej, er opkaldt efter ham.